# Glicerije
Glicerije (lat. Glycerius) (o. 420. – iza 480.), zapadnorimski car (473. – 474.) i biskup u Saloni (473. – 480.).
Vojska pod zapovjedništvom burgundskog kraljevića Gundobada, izabrala je zapovjednika dvorske straže (comes domesticorum) Glicerija za zapadnorimskog cara 473. godine, međutim taj izbor istočnorimski car Leon nije priznao.
Godine 474. Leon je poslao svoga pouzdanika Julija Nepota s vojskom u Italiju, kako bi svrgnuo Glicerija i preuzeo carsku krunu.
Ostavljen od svog saveznika Gundobada i bez vojske, Glicerije se odrekao prijestolja, povukao iz političkog života i postao biskup u Saloni.